# James Hume Cook
Pour les articles homonymes, voir Hume et Cook.
James Newton Haxton Hume Cook, dit James Hume Cook, né le 23 septembre 1866 à Kihikihi et mort le 8 août 1942 à Brighton, est un homme politique australien.

## Biographie
Né en Nouvelle-Zélande, il est l'aîné de neuf enfants, d'un père fermier né en Angleterre et d'une mère née en Écosse. Il grandit dans la pauvreté, quitte l'école à l'âge de 13 ans et travaille comme vendeur de livres itinérant. La famille s'établit à Melbourne lorsqu'il a 15 ans, et il travaille à bas coût pour son père qui s'établit comme artisan sellier harnacheur. En 1887 il quitte sa famille et devient lotisseur à Ascot Vale, banlieue de Melbourne. Il s'éduque par lui même, lisant beaucoup et s'intéresse à la politique. Il devient membre de la Australian Natives' Association (en), société d'entre-aide des natifs des colonies britanniques australasiennes, et en devient à terme le président en 1896.
Après trois candidatures infructueuses, en 1893 il est élu au conseil municipal de Brunswick, un quartier de Melbourne. En 1896 il en devient le maire. En 1894 il est élu à l'Assemblée législative du Victoria. Il échoue à être élu à la Convention fédérale australasienne, mais persuade la Australian Natives' Association de soutenir le projet de Constitution fédérale de l'Australie en 1897. Au Parlement du Victoria il est très proche du Parti travailliste, sans toutefois en être membre, et promeut une intervention de l'État pour règlementer les conditions de travail des ouvriers et garantir des salaires décents.
Il entre à la Chambre des représentants d'Australie aux premières élections fédérales en 1901 comme député protectionniste de la circonscription de Bourke, dans le nord de Melbourne. En janvier 1908 il est fait ministre sans portefeuille dans le gouvernement protectionniste d'Alfred Deakin. Durant sa carrière parlementaire il fait preuve de mépris envers les arrogants, et d'un sens de l'humour et de l'absurde à ses propres dépens. Populaire auprès des ouvriers et des petits entrepreneurs, il subit une campagne de dénigrement féroce de la part des travaillistes durant les élections de 1910 et est battu par le candidat travailliste dans sa circonscription. En 1922 il devient le secrétaire de la Ligue de Protection des Industries australiennes, qui est devenue son principal engagement. À ce titre il représente les industries australiennes à la conférence impériale de 1932 qui adopte les Accords d'Ottawa, par lesquels le Royaume-Uni adopte une politique protectionniste favorisant les importations depuis l'Australie et les autres dominions du Commonwealth des nations. En 1941 il est fait compagnon de l'ordre de Saint-Michel et Saint-Georges. Il meurt l'année suivante à l'âge de 75 ans.